# Moumar Guèye
Le colonel Moumar Guèye est un ingénieur en agroforesterie et écrivain sénégalais, reconnu pour son expertise dans le développement durable et la gestion des ressources naturelles. Il faut office de figure d’autorité morale au Sénégal, où il s'engage en faveur de la préservation des valeurs culturelles et environnementales du pays.

## Biographie
Né le 18 janvier 1948 à Saint-Louis, dans le quartier de Ndar-Toute, Moumar Gueye commence son éducation coranique au Jàngu Serigne Youssou Diop, où il acquiert des valeurs culturelles et spirituelles. Par la suite, il intègre l’école élémentaire de Sénéfobougou. 
Sur le plan académique, Moumar Guèye obtient un diplôme d’ingénieur des Eaux et Forêts à l’École Nationale des Cadres Ruraux de Bambey, où il se spécialise dans la gestion des écosystèmes et des ressources naturelles. Il poursuit sa formation à l’international, décrochant un Master of Science en Aménagement de la Faune et Gestion des Ressources Naturelles à l’Institut Polytechnique de Virginia Tech, aux États-Unis, ainsi qu’un diplôme de spécialisation en Développement International délivré par Virginia Tech et l’Office pour la Recherche et le Développement International.
Moumar Guèye mène une carrière mêlant responsabilités civiles et engagements paramilitaires. Il occupe des postes clés au sein du corps des Eaux et Forêts, notamment Conservateur des Parcs Nationaux, Inspecteur des Eaux et Forêts, et Coordonnateur du Projet de Reboisement du Sénégal. Il joue également un rôle de Conseiller Technique dans divers ministères sénégalais et dirige le Projet Agroforestier de Diourbel, où il met en œuvre des initiatives innovantes pour la gestion durable des ressources naturelles.

## Engagement
Moumar Guèye a joué un rôle central dans le renforcement des politiques publiques au Sénégal, notamment en militant pour la promotion des langues nationales, comme le wolof, qu’il considère comme un vecteur clé de souveraineté culturelle et d’autonomisation des populations. Cet engagement l’a conduit à collaborer avec l’État sénégalais, notamment sous la présidence d’Abdou Diouf, pour intégrer les langues locales dans l’administration et l’éducation, rendant ces services plus accessibles à la population.
En tant que responsable du Projet Agroforestier de Diourbel en 1996, il a mis en œuvre des initiatives axées sur la gestion durable des ressources naturelles et le renforcement des capacités locales. Dans une région confrontée à des défis écologiques tels que la dégradation des sols et la raréfaction de l’eau, il a combiné des solutions techniques modernes avec les savoir-faire locaux. Ses projets incluaient le reboisement, la lutte contre l’érosion, la préservation de la biodiversité et l’éducation environnementale, tout en promouvant des pratiques agricoles respectueuses de l’environnement. En mobilisant les communautés locales dans un cadre participatif, il a permis aux habitants de devenir acteurs de leur propre développement, incarnant ainsi sa vision d’un développement durable fondé sur l’autonomie et la valorisation des ressources locales.
Par ailleurs, en tant que président du Pen Club Sénégal, il a soutenu la littérature sénégalaise en organisant des événements, des ateliers d’écriture et des campagnes de promotion pour la lecture et l’écriture en langues nationales, notamment le wolof. Son action visait à rendre la littérature accessible et à encourager la créativité locale. À la tête du Conseil d’administration des Manufactures Sénégalaises des Arts Décoratifs de Thiès, il a également contribué à valoriser le patrimoine artistique sénégalais. Sous sa supervision, ces manufactures, renommées pour leurs tapisseries, ont consolidé leur notoriété internationale tout en intégrant des artistes contemporains et des designs innovants, fusionnant tradition et modernité. En réunissant littérature et arts visuels, le Colonel Guèye a renforcé l’identité culturelle sénégalaise tout en positionnant le pays sur la scène internationale, démontrant ainsi son ambition de faire des arts et des lettres des outils de transformation sociale et de souveraineté culturelle.

## Prix et honneurs
- 1983 : Chevalier de l'Ordre National du Lion, distinction décernée par le Président Abdou Diouf.
- 2002 : Homme de l’année, décerné par le Collectif des Saint-Louisiens pour son ouvrage Itinéraire d’un Saint-Louisien.
- 2010 : Lauréat du Prix Abdoulaye Fadiga pour la recherche économique.
- 2011 : Lauréat du Maguilén d’Or, décerné par le Groupe des Éditions Maguilén.
- 2012 : Palmes Saint-Louisiennes pour les Arts et les Lettres, décernées par l’ancien maire Cheikh Bamba Dièye.
- 2017 : Nommé au Grand Prix du Président de la République pour les Lettres pour son roman La malédiction de Raabi.
- 2021 : Nommé Ambassadeur de la Paix par le Global Prosperity and Peace Initiative Sénégal (GPPI).[13]
- 2022     et 2023 : Prix de la meilleure pièce de théâtre avec son roman La Malédiction de Raabi.
- 2024 : Parrain de la Journée de l'écrivain africain.
- 2024 : Parrain d'honneur à la 3ᵉ édition de la Nuit des Étoiles du Nord.
- 2024 : Maître d’ouvrage de la Grande Mosquée de Thioumadé Ngueyene.
- Double     récipiendaire de l'Étoile du Nord pour la culture, soulignant son rôle dans la promotion de la culture sénégalaise.

## Publications
- 2003, Crise au Projet Agro-Forestier de Diourbel : Mon combat contre l'arbitraire – Éditions L'Harmattan, Paris.
- 2004, Itinéraire d’un Saint-Louisien : La vieille ville française à l’aube des indépendances – Éditions L'Harmattan, Paris.
- 2006,Racines de fidélités – Éditions Le Nègre International, Dakar.
- 2008, L’Arbre est la vie, L'arbre raconté à nos enfants et à nous-même...– Éditions Michel LAFON
- 2010, L’Eau un trésor à protéger – Éditions Maguilén.
- 2010, La Malédiction de Raabi – Éditions Maguilén.
- 2016, Conscience citoyenne : Ma part de veille, d'alerte et de contribution – Abis Éditions (Préface du Président Moustapha Niasse).
- 2017, L’Eau, source de paix et de sécurité – Éditions Maguilén (Préfacé par le Président Macky Sall).
- 2022, (Préface) Que la pluie soit - Seydi Sow et Idrissa     Sow Gorkoodio.
- 2023, Manuel pour journaliste en wolof.
- 2024, Yaama Neex. Recueil de nouvelles en langue nationale Wolof – Edisal.
- 2024, Dégg Ndigel am na njarin – Éditions NEAS.